# Achim Peters

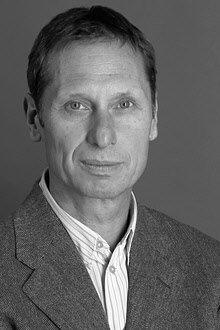
Achim Peters (2011)

Achim Peters (* 1957 in Dortmund) ist ein deutscher Internist und Begründer der Selfish-Brain-Theorie.

## Leben und Studium
1976 machte Peters das Abitur am Humboldt-Gymnasium Dortmund. Im selben Jahr nahm er das Studium der Medizin an der Ruhr-Universität Bochum auf und wechselte später an die Medizinische Universität zu Lübeck. 1983 schloss Peters das Studium mit der Approbation sowie der Promotion (am Institut für Anatomie, Bochum) ab. Er habilitierte sich 1996 in Lübeck für Innere Medizin und erhielt die Venia Legendi.
1977 gewann Peters den Bundeswettbewerb Mathematik des Stifterverbandes für die deutsche Wissenschaft. Mit diesem Erfolg war ein Stipendium der Studienstiftung des deutschen Volkes verbunden.
Peters lebt in Lübeck.

## Laufbahn
1984 trat Peters in die Klinik für Innere Medizin an der Universität zu Lübeck ein. 1986 bis 1989 führte ihn ein Postdoc-Stipendium der Deutschen Forschungs-Gemeinschaft (DFG) an das Kinderkrankenhaus der Universitätsmedizin der University of Toronto. Dort forschte er unter anderem zur Kontrolltheorie beim Diabetes mellitus. In den folgenden Jahren spezialisierte sich Peters innerhalb der Inneren Medizin auf den Bereich Endokrinologie und Diabetologie.
1993 kehrte er als Oberarzt an die Klinik für Innere Medizin der Universität zu Lübeck zurück. 2000 wurde Peters außerplanmäßiger Professor an der Universität Lübeck. 2002 erfolgte die Beförderung zum leitenden Oberarzt des Bereichs Endokrinologie und Diabetologie am Universitätsklinikum Schleswig-Holstein. 2006 berief ihn die Universität Lübeck zum W2-Professor für Innere Medizin, Endokrinologie und Diabetologie, zunächst auf sechs Jahre und 2009 schließlich auf Lebenszeit.
Seit 2004 leitet Peters eine von der DFG geförderten Forschergruppe zur Selfish-Brain-Theorie, speziell zur Gehirnglukose und dem metabolischen Syndrom. Peters hat die Theorie des „egoistischen Gehirns“ maßgeblich entwickelt und mehrere Bücher zum Thema veröffentlicht.

## Auszeichnungen
- 1997: Silvia-King-Preis der Deutschen Diabetes-Gesellschaft[5]
- 2008: Faculty of 1000 Biology

## Werke
- Funktionelle Adaptionen in der Morphologie und im Verhalten eines springenden Primaten. Ruhr-Universität, Bochum 1983.
- Analytisches Design und klinische Anwendung eines lernfähigen Regelsystems für die Pharmakotherapie mit Insulin. Med. Univ., Lübeck 1996.
- Das egoistische Gehirn: Warum unser Kopf Diäten sabotiert und gegen den eigenen Körper kämpft. Ullstein Verlag, Berlin 2011, ISBN 978-3-550-08854-4.
- Mythos Übergewicht: Warum dicke Menschen länger leben. C. Bertelsmann Verlag, München 2013, ISBN 978-3-570-10149-0.
- Achim Peters: Selfish-Brain-Theorie. In: Hans Konrad Biesalski, Stephan C. Bischoff, Matthias Pirlich, Arved Weimann (Hrsg.): Ernährungsmedizin: nach dem Curriculum Ernährungsmedizin der Bundesärztekammer. 5. Auflage. Georg Thieme Verlag, Stuttgart 2017, ISBN 978-3-13-100295-2, S. 65–75.
- Unsicherheit: Das Gefühl unserer Zeit – Und was uns gegen Stress und gezielte Verunsicherung hilft. C. Bertelsmann Verlag, München 2018, ISBN 978-3-570-10343-2.
- Die Selfish-Brain-Theorie: Wie Stress die Körperform verändert, Diabetes verursacht und die Mortalität erhöht. In: Ulrich Tiber Egle, Christine Heim, Bernhard Strauß, Roland von Känel (Hrsg.): Psychosomatik – neurobiologisch fundiert und evidenzbasiert. Kohlkammer Verlag, Stuttgart 2020, ISBN 978-3-17-030663-9, S. 193–200.